# Seyfo
Ein Seyfo (Plural: Seyfolu) ist ein Titel in der gambischen Kommunalverwaltung, er ist am ehesten mit einem Regierungspräsidenten bzw. einem Distriktvorsteher zu vergleichen. Im anglophonen Gambia ist auch die Bezeichnung „Chief“ sehr gebräuchlich.
Zu den Insignien des Seyfo gehören Flagge, Stempel und Stab.

## Geschichtlich
Traditionell war ein Seyfo der oberste Häuptling und entsprach dem historischen Mansa, aus diesen Regentenfamilien stammt mitunter so mancher Seyfo noch heute.

## Zeitgenössisch
Heute ist die Ernennung in der gambischen Verfassung; Chapter V Part 6: „Seyfolu and Alkalolu“ angesprochen. Ein Seyfo führt die Distriktbehörde, die dem Area Council untersteht. Dem Seyfo stehen die Alkalolu der Dörfer beratend bei. Im Repräsentantenhaus (House of Representatives), dem gambischen Parlament bis zur Verfassungsänderung von 1994, hatten die Seyfolu fünf Sitze. Sie wurden in einer Versammlung aller Landesoberhäupter gewählt.
Eine Verfassungsänderung im Jahr 2001 hob die ursprüngliche Wahl der Seyfolu auf und machte sie zu ernannten Führungskräften des Präsidenten und nicht zu gewählten Amtsinhabern.